# Лизогуб, Яков Ефимович
Я́ков Ефи́мович Лизогу́б (укр. Яків Лизогуб; 1675 — 24 января 1749) — генеральный обозный и бунчужный Гетманщины.

## Служба
Окончив обучение, начал службу при гетмане Иване Мазепе. В 1694 ездил в Москву послом от него к царю Петру І. 29 июня 1696 под натиском украинских козаков, которыми командовал черниговский полковник Яков Лизогуб, Петру І сдалась крепость Азов.
Участвуя в Великой Северной войне (1700-1721). У 1707 роду, в чине бунчукового товарища, он, с генеральным есаулом Иваном Скоропадским и князем Волконским был на Висле и в Ченстохове, откуда и сопровождал польского посла, воеводу Мазовецкого, в Киев.
В 1713-28 годах — генеральный бунчужный.
В 1723-24 годах вместе с полковником Данилом Апостолом и генеральным есаулом Василием Жураковским был по указу Петра І арестован и посажен в тюрьму в Петропавловской крепости. После смерти Петра І освобожден и некоторое время был принужден жить в Петербурге.
В 1728-49 годах — генеральный обозный, управляющий украинской власти у 1733—1734 годах. Будучи назначенным наказным гетманом, командовал 10-тысячным украинским корпусом, который действовал в Польше против сторонников короля Станислава І Лещинского. Представитель украинской старшины в российских органах управления Гетманщиной, участвовал в польских (1733), турецких (1737) походах.
В ходе русско-турецкой войны 1735-1739 годов в мае 1736 года российская армия под командованием графа Б.-К. Миниха и казаки наказного гетмана Лизогуба 20(31 мая) 1736 года штурмом взяли Перекопский вал, 5(16 июня) — Козлов (Евпаторию), 17(28 июня) — Бахчисарай.

## Биография
Яков Ефимович Лизогуб — сын черниговского полковника Ефима Лизогуба и Любови Петровны Дорошенко, дочери гетмана. Родился в 1675 году и учился в Киевской академии. Едва окончив обучение, Лизогуб в 1694 году ездил посланцем от Мазепы в Москву с поручением к царю. В 1707 году, будучи «бунчуковым товарищем», он вместе с генеральным есаулом Скоропадским и князем Волконским был на Висле и в Ченстохове, откуда и сопровождал великого польского посла, воеводу Мазовецкого, в Киев.
Во время измены Мазепы московскому царю Лизогуб ездил от царя в Польшу к коронному гетману Сенявскому. В 1709 году, после Полтавской битвы, Лизогуб был гетманом оставлен в Полтаве с казаками «для обережения от неприятеля». В 1711 году был послан Скоропадским в Киев навстречу Б. П. Шереметеву, возвращавшемуся с Прута, а потом стоял с казаками в местечке Санджарах, оберегая их от татар. В 1712 году Лизогуб был при размежевании границ с Турцией между Орелью и Самарой. Несмотря на своё постоянное участие в общественных делах, он не получал никакого уряда, но в 1717 году сразу был поставлен на высокий пост генерального бунчужного. В следующем году он ездил с гетманом в Москву, а в 1719 году был послан Скоропадским в Стародуб для разбора жалоб, поданных казаками на бывшего тамошнего полковника Лукьяна Жоравку. Разобрав их, Лизогуб составил любопытные «трактаты», коими указывал границы полковничьей власти по отношению к крестьянам. В 1721 году Лизогуб правил Стародубским полком, а с учреждением в 1722 году Малороссийской коллегии был назначен в число правителей генеральной канцелярии, почти не принимая участия в борьбе наказного гетмана Полуботка с президентом коллегии Вельяминовым. Но когда Полуботок с судьею Чарнышом и писарем Савичем были вызваны в Петербург, то во главе правления Малороссии стали Лизогуб и генеральный есаул Жураковский; причем Лизогуб явно старался быть угодным представителю русского правительства. Однако с приездом в 1723 году в Малороссию Румянцева с целью узнать на месте действительное участие народа в составлении так называемых Коломацких челобитных и проверить основательность жалоб на Вельяминова, — Лизогуб стал действовать заодно с Жураковским, старавшимся скрыть действительность от глаз Румянцева, и последний нашел нужным отправить Лизогуба и Жураковского в Петербург, обвинив в «единомыслии» с Полуботком и конфисковав их имения.
Суд над генеральной старшиной тянулся до 1725 года, когда указом 8 февраля Лизогубу с прочими было возвращено имение, но приказано жить безвыездно в Петербурге. Здесь он прожил по 1728 год и был отпущен в Малороссию, получив уряд генерального обозного. Занимая этот уряд, Лизогуб в 1733 году ходил в Польшу с десятью тысячами казаков, посланных туда для поддержки короля Августа ІІІ. В 1734 году Лизогуб был назначен присутствовать в канцелярии Малороссийских дел и в Генеральном суде. Затем в 1737 году он был под Очаковом, а в 1740 году — определён был состоять при тайном советнике Неплюеве, которому было поручено разграничение земель с Турцией. В 1745 году, когда возникла в Малороссии мысль о восстановлении гетманства, Лизогуб ездил, в числе других, депутатом от края с ходатайством об этом деле. Ходатайство депутации было исполнено в 1747 году и Лизогуб, так и не выехав из Петербурга, заболел и умер 24 января 1749 года. Тело его погребено в Александро-Невской лавре.